# Subdivisions de la Gambie
- Greater Banjul
- Division de West Coast
- Division de North Bank
- Division de Lower River
- Division de Central River
- Division de Upper River

La Gambie est subdivisée en six régions (elles-mêmes divisées en 37 districts) qui sont d'ouest en est :
- Division de Greater Banjul, autour de la capitale Banjul
- Division de West Coast
- Division de North Bank
- Division de Lower River
- Division de Central River
- Division de Upper River

## Greater Banjul Division
- Chef-lieu : Banjul
- Surface : 88 km2
- Habitants : 391 231

2 districts :
- Banjul
- Kanifing

## Division de West Coast
- Chef-lieu : Brikama
- Surface : 1 764 km2
- Habitants : 446 680

9 districts :
- Foni Bintang-Karenai
- Foni Bondali
- Foni Brefet
- Foni Jarrol
- Foni Kansala
- Kombo Central
- Kombo East
- Kombo North / Saint Mary
- Kombo South

## Division de North Bank
- Chef-lieu : Kerewan
- Surface : 2 256 km2
- Habitants : 176 793

6 districts :
- Central Baddibu
- Jokadu
- Lower Baddibu
- Lower Niumi
- Upper Baddibu
- Upper Niumi

## Division de Lower River
- Chef-lieu : Mansa Konko
- Surface : 1 618 km2
- Habitants : 73 980

6 districts :
- Jarra Central
- Jarra East
- Jarra West
- Kiang Central
- Kiang East
- Kiang West

## Division de Central River
- Chef-lieu : Janjanbureh
- Surface : 2 895
- Habitants : 192 916

10 districts :
- Fulladu West
- Janjanbureh
- Lower Saloum
- Niamina Dankunku
- Niamina East
- Niamina West
- Niani
- Nianija
- Sami
- Upper Saloum

## Division de Upper River

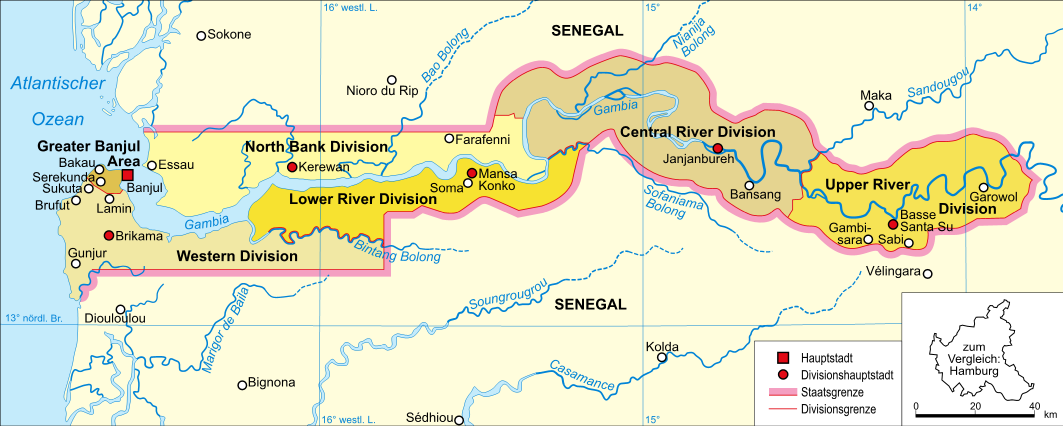
Régions administratives de la Gambie

- Chef-lieu : Basse Santa Su
- Surface : 2 070 km2
- Habitants : 190 353

4 districts :
- Fulladu East
- Kantora
- Sandu
- Wuli

## Référence
- (en) New name for Western Region